# ヨロコビノウタ
「ヨロコビノウタ」は、MONGOL800の1枚目のシングル。2003年12月6日発売。発売元はハイ・ウェーブ。

## 解説
MONGOL800初のシングル作品。
本作は当時既にJ-POPでは一般的ではなくなっていた8cmシングルとしての発売となった。メディアや音楽番組への出演が皆無の中でヒットを記録。発売週のオリコンシングルチャートでは3位を記録。インディーズシングルとしては初の週間チャートTOP3入りとなった。発売2週目にはインディーズシングル史上初のオリコン週間チャート1位（2週連続）を記録し、累計で20万枚以上を売り上げた。
作品のタイトルは『ヨロコビノウタ』であるが、CDの収録曲は1曲目が「冬の思い出」となっており、音楽番組や音楽チャートを紹介する番組ではこの曲が紹介された。タイトル曲「ヨロコビノウタ」は2曲目に収録されている。本作収録曲は何れもPVは製作されていない。

## 収録曲
1. 冬の思い出 （作詞:上江洌清作 / 作曲:MONGOL800）
2. ヨロコビノウタ （作詞:上江洌清作 / 作曲：MONGOL800）
3. ROMEO+JULIET （作詞・作曲:長嶺すずな）